# 利沃夫萊斯·庫爾巴斯劇院

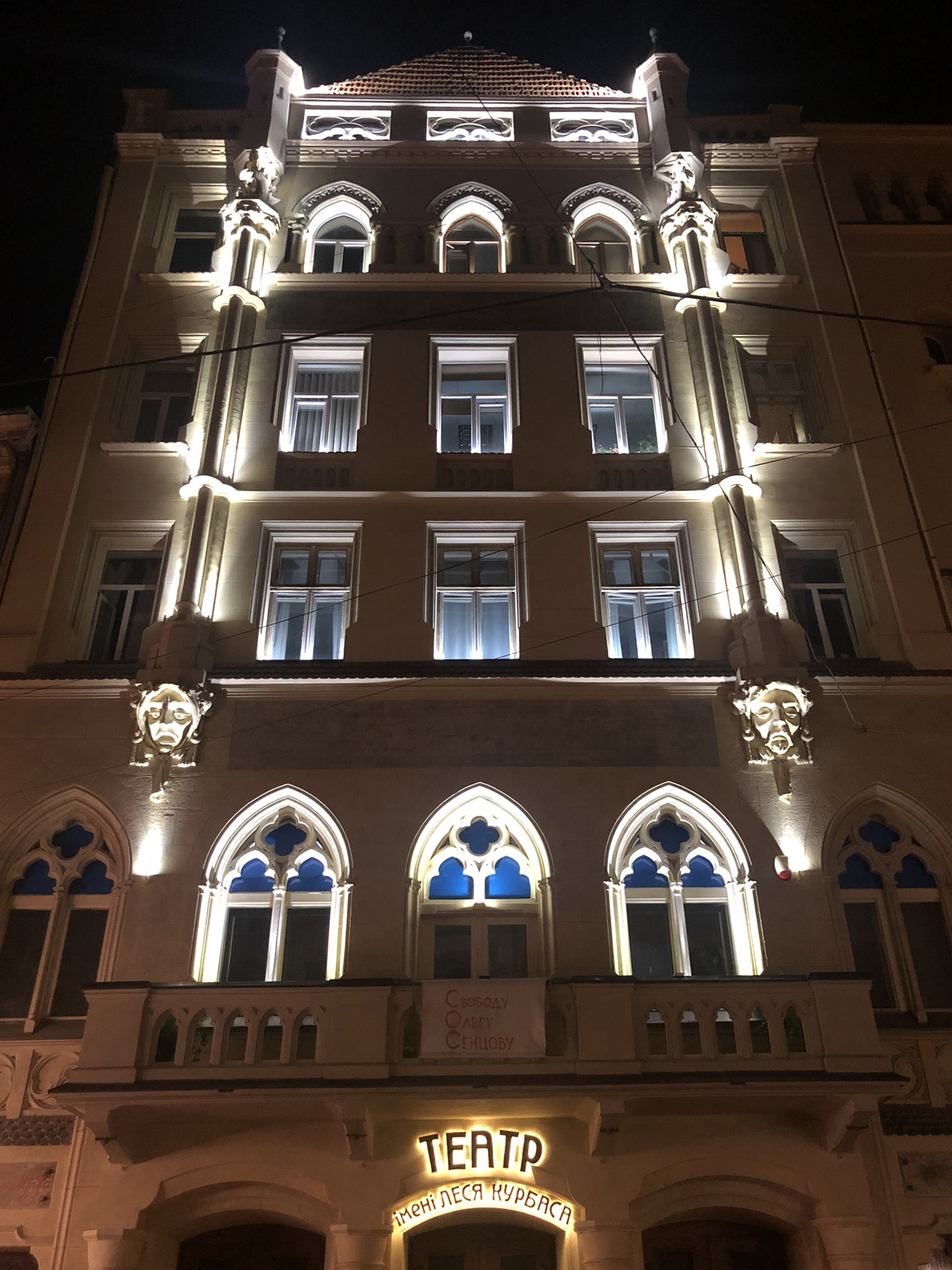
利沃夫萊斯·庫爾巴斯劇院

利沃夫萊斯·庫爾巴斯劇院（烏克蘭語：Львівський академічний театр імені Леся Курбаса）是1988年3月由烏克蘭導演沃羅迪米爾·庫琴斯基等人在利沃夫建立的劇院，得名自1920年代著名的烏克蘭導演萊斯·庫爾巴斯。劇院初建時演員大多是來自烏克蘭國立扎尼科韋茨卡學術戲劇劇院的年輕演員。
劇院採取庫爾巴斯「圖像轉換」的技法，並融入當代戲劇元素；1989年獲瓦西尔·斯图斯奖，後來又獲得國內外諸多獎項。劇院設有一戲劇學院以培養新演員。

## 外部連結
- 官方网站